# Lutjanus malabaricus
Lutjanus malabaricus és una espècie de peix de la família dels lutjànids i de l'ordre dels perciformes.

## Morfologia
- Els mascles poden assolir 100 cm de longitud total.[2][3]

## Alimentació
Menja principalment peixos i, secundàriament, crustacis bentònics, cefalòpodes i d'altres invertebrats bentònics.

## Hàbitat
És un peix marí de clima tropical i associat als esculls de corall que viu entre 12-100 m de fondària.

## Distribució geogràfica
Es troba des del Golf Pèrsic i la Mar d'Aràbia fins a Fiji, el sud del Japó i Austràlia.

## Ús comercial
Es comercialitza fresc, en salaó i congelat.